# 久下戸
久下戸（くげど）は、埼玉県川越市東南部の大字。旧入間郡久下戸村。郵便番号は350-0011。

## 地理
川越市の東南部に位置し、西北部を並木、北部を小中居、北東部及び東部を古谷本郷、東南部を萱沼、南部を富士見市東大久保、西南部を渋井、西部を古市場と接している。また、東のびん沼川西岸の川越東高等学校付近に飛地があり、北西部を古谷本郷、西部及び南部を萱沼、 びん沼川越しの東部をさいたま市西区湯木町及び植田谷本村新田と接しているが、橋はない。短冊状の水田が広がるが、埼玉県道113号川越新座線の東側に住宅地が連なっている。

### 河川
- びん沼川 - 東側飛地の東縁を南流している。かつての荒川の流路。

## 歴史
古くは古尾谷庄三芳野里に属し、久家土とも書かれた。平安時代の和名類聚抄に現れる入間郡郡家郷を久下戸に比定されることもあるが、現在の狭山市とする説もある。江戸時代は畑が多く水田は少なかった。川越城下より新座郡引股町に至る街道がこの地を通っていた。江戸期を通じて河越城付の村であった。『新編武蔵風土記稿』では家数170軒。この時代の小名として新堤、綿ノ葉、石井、大ノ田、蔵ノ浦、曲目、八反目、五反田、中戈、西馬場、中瀬、七ツ島が挙げられる。
明治時代に入って1889年（明治22年）4月1日の町村制施行に伴い、入間郡並木村連合戸長役場区域にあった久下戸村は、同区域にあった牛子村・今泉村・南田島村・並木村・澁井村・木野目村及び古市場村連合戸長役場区域にあった古市場村及び澁井村と合併し南古谷村の大字のひとつとなった。1876年（明治9年）の人口は879人。1955年（昭和30年）4月1日、南古谷村は高階村・名細村・霞ヶ関村・山田村・古谷村・大東村・福原村と共に川越市に編入され、久下戸は川越市の大字のひとつとなった。
1967年（昭和42年）11月1日、東南部の一部を大字渋井の飛地と併せ、大字萱沼（かいぬま）が成立した。

### 史跡
- 奥貫友山墓 - 県旧跡[11]。

## 世帯数と人口
2017年（平成29年）10月1日現在の世帯数と人口は以下の通りである。
| 大字   | 世帯数    | 人口    |
| ------ | --------- | ------- |
| 久下戸 | 1,250世帯 | 3,588人 |

## 小・中学校の学区
市立小・中学校に通う場合、学区は以下の通りとなる。
| 番地 | 小学校               | 中学校               |
| ---- | -------------------- | -------------------- |
| 全域 | 川越市立南古谷小学校 | 川越市立南古谷中学校 |

## 交通

### 鉄道
- JR川越線 - 地内北端を東西に走っている。指扇駅 - 南古谷駅間にあたり、駅は設置されていない。

### バス
- コミュニティバス「川越シャトル」- 地内西部をかすめている。停留所は過去に設置されていたが、川越シャトルの見直しに伴う再編[13]により、現在は設置されていない。なお、最寄りの停留所は、今泉停留所が地内西部から至近距離にある。
  - 41系統 : 新河岸駅東口 - さくら堤団地 - 今泉 - 南古谷駅 - 伊佐沼公民館 - 埼玉医大

過去の路線
- 43系統：南古谷駅 - さくら堤団地 - 下久下戸公民館 - 古谷本郷下公民館 - 古谷交番 - 川越グリーンパーク - 川越運動公園 - 埼玉医大 - 東後楽会館 - 総合福祉センター

### 道路
- 埼玉県道113号川越新座線 - 地内を東南から西北に走っている。

## 施設
- 川越東高等学校
- 川越市立南古谷中学校
- 南古谷病院
- 下久下戸公民館
- 上久下戸集会所
- 宮本公民館
- JR東日本川越車両センター
- 県営川越久下戸団地
- 埼玉県石油会館
- 鉄構会館
- 氷川神社 - 文化8年（1811年）、奥貫五平次正定他によって奉納された算額（川越市文化財[14]）が納められている[4]。